# Alcippe grotei
Alcippe grotei е вид птица от семейство Pellorneidae. Видът е незастрашен от изчезване.

## Разпространение
Разпространен е в Камбоджа, Лаос, Тайланд и Виетнам.